# آني كارون
آني كارون (5 يونيو 1964 - ) هي لاعبة كرة قدم كندية في مركز الهجوم.

## وصلات خارجية
- آني كارون على موقع الاتحاد الدولي (مؤرشف)  (الإنجليزية)
- آني كارون على موقع عالم كرة القدم.نت (الإنجليزية)